# Emiliano di Trevi
Emiliano, noto anche con il nome di Miliano (Regno d'Armenia, III secolo – Trevi, 28 gennaio 304), è stato vescovo di Trevi nel IV secolo.

## Agiografia
Le sue vicende ci sono note attraverso la "Passio Sancti Miliani".  Giunse a Spoleto dall'Armenia alla fine del III secolo. Fu consacrato vescovo da papa Marcellino e inviato a Trevi. Sotto l'imperatore Diocleziano fu sottoposto a innumerevoli supplizi inflittigli per indurlo ad abiurare e infine fu messo a morte il 28 gennaio del 304 insieme a tre suoi compagni. Fu decapitato a tre chilometri da Trevi, in località Bovara, zona sacra per i pagani, legato ad una pianta di olivo (l'albero monumentale sarebbe ancora esistente).

## Culto
La festa, celebrata da tempi remoti, in antico era molto più solenne, contornata da numerose manifestazioni sacre e profane, venendo a cadere agli inizi del carnevale. La cerimonia più significativa è la straordinaria processione notturna, detta "dell'Illuminata", la sera della vigilia (27 gennaio).
Oggi è patrono di Trevi, di cui fu il primo vescovo, e gli è stato consacrato il locale duomo. Le reliquie furono forse trafugate nel Medioevo, per cui ne era andata persa la memoria; vennero rinvenute nel 1660 durante i restauri nel duomo di Spoleto, dove sono tuttora conservate.
Oltre che a Trevi, sant'Emiliano è venerato a Ripa di Perugia ove si celebra la festa nella domenica più prossima al 28 gennaio.